# Robert Maxwell
Ian Robert Maxwell, vlastním jménem Abraham Leib Hoch, později užíval jméno Ján Ludvík Hoch, (10. června 1923, Slatinské Doly, ČSR (dnes část ukrajinské obce Solotvina) – 5. listopadu 1991, poblíž Kanárských ostrovů) byl britský žurnalista a multimilionář s československými (rusínsko-židovskými) kořeny.

## Mládí
Narodil se jako třetí dítě/první syn z devíti potomků chudé židovské rodiny na Podkarpatské Rusi, tehdy součásti Československa. Otec Mechel Hoch živil rodinu jako obchodník s dobytkem, řezbář a příležitostný zemědělský dělník; po něm zdědil Ján Ludvík smysl pro obchod a nezdolnost. Matka Hannah Hochová, rozená Slomowitzová byla citlivá a spíše intelektuálně založená žena. Dědeček, v jehož malém domku početná rodina žila, byl rabín. Chudoba byla všudypřítomná – později se Maxwell zmiňoval, jak do sedmi let neměl vlastní boty. Vychodil pouze tři třídy obecné školy, ale díky regionu, v němž vyrůstal, ovládal několik jazyků – jidiš jako svou mateřštinu, v židovské škole se naučil hebrejsky, ve státní (obecné) škole česky a dále maďarsky a rumunsky. Všechny tyto jazyky uměl a používal i v pozdějším věku.
Jako třináctiletého ho rodiče poslali do rabínské školy do Bratislavy, tuto školu však opustil a když 15. března roku 1939 Maďarsko obsadilo Podkarpatskou Rus, utekl do Budapešti, kde pomáhal při organizaci přechodu československých vojáků z okupovaného Československa; přitom byl sám maďarskou policií zadržen a uvězněn. Z vězení se mu podařilo uprchnout a poté dostat se do Bělehradu, dále do Sofie, Istanbulu a přes Bejrút letadlem do Marseille. Tam se stal vojákem československého vojska ve Francii a začal používat jméno Ivan du Maurier. Po její porážce a evakuaci československé zahraniční armády do Velké Británie se přidal ke vzpouře proti jejímu velení, vyvolané národnostními spory. Po vyloučení rebelů přešel do britské armády, se kterou vítězně prošel (včetně vylodění spojenců v Normandii) do Hamburku v hodnosti kapitána. Byl vyznamenán za statečnost britským Válečným křížem, který mu v lednu roku 1945 osobně předal generál Bernard Law Montgomery.
Během války několikrát změnil jméno – kromě zmíněného Ivana du Maurier se později jmenoval Leslie Jones a nakonec Ian Robert Maxwell; toto jméno pak nosil do konce života, i když jeho první část téměř nikdy nepoužíval, byla to jen připomínka jeho původního jména.

## Byznys
Po válce a po svatbě se rozhodl zůstat v Londýně. Tam začala jeho kariéra. Působil ve Spojenecké kontrolní komisi pro Berlín a působil jako armádní cenzor v berlínském deníku Der Telegraf. Po návštěvě knižního veletrhu v Lipsku v roce 1946 založil s pomocí manželčina otce firmu, jež především do Británie vozila německý tisk; začal nakupovat zahraniční práva od německých nakladatelů vědeckých knih. Při té příležitosti se seznámil s Ferdinandem Springerem, majitelem nakladatelství Springer Verlag. Jejich obchodní i přátelský vztah hrál svou roli při založení firmy Pergamon Press, Robert Maxwell ltd. Ta se záhy stala světově známým vydavatelstvím. Začala vydávat odbornou literaturu zejména encyklopedického rázu, která po válce citelně chyběla. V polovině 60. let 20. století byl zvolen poslancem za Labour Party (1964–1970).
V roce 1964 založil Maxwell Communication Corporation (MCC). V roce 1984 zakoupil od Reed international mediální skupinu Mirror Group Newspapers (MGN). Dále skupoval přední světové deníky, jako například Daily News, v New Yorku koupil i prestižní nakladatelství Macmillan. V roce 1990 začal vydávat známý týdeník The European. Koupil řadu dalších novin, nakladatelství i leteckých společností a mnoho jiných institucí po celém světě, od USA až po Japonsko.
Stal se z něho natolik vlivný člověk, že byl přijímán v Bílém domě, v Elysejském paláci či v Kremlu. Několikrát zavítal i do Prahy, naposled v srpnu roku 1989, kdy ho na Pražském hradě přivítal tehdejší prezident Gustáv Husák. Setkal se i s mnoha významnými osobnostmi, například s matkou Terezou.

## Smrt
Zemřel za nejasných okolností 5. listopadu 1991 při plavbě své luxusní jachty Lady Ghislaine. Jeho tělo bylo nalezeno v moři nedaleko Kanárských ostrovů a pitva hovořila o přirozené smrti, zapříčiněné pravděpodobně srdečním infarktem.
V následujících týdnech však vypukla aféra – provalilo se, že Maxwell ve snaze udržet své impérium již delší dobu přeléval peníze mezi svými firmami, vyhýbal se daňovým povinnostem a nakonec dokonce vytuneloval penzijní fondy svých zaměstnanců. Na základě toho se vynořily spekulace, zda nespáchal sebevraždu či zda dokonce nebyl jako agent pracující na všechny strany zavražděn. Podle knihy novinářů G. Thomase a M. Dillona byl odstraněn izraelským Mosadem, který měl vydírat s tím, že když tato zpravodajská služba nepřiměje izraelské banky k podpoře jeho krachujícího impéria, vyzradí některé citlivé informace z dřívější spolupráce.
Důkazy pro tato tvrzení však předloženy nebyly. Naopak Izrael uspořádal Robertu Maxwellovi státní pohřeb a jeho ostatky byly uloženy na židovském hřbitově na Olivetské hoře v Jeruzalémě. Při té příležitosti tehdejší izraelský premiér o Maxwellovi řekl, že „udělal pro Izrael mnohem víc, než si dnes kdo dovede představit“.

## Osobní život
Jeho rodinu, jež zůstala za války na Podkarpatské Rusi, stihl krutý osud. V květnu roku 1944 byli všichni včetně dědečka zavlečeni nacisty do Osvětimi, odkud se vrátily pouze dvě sestry, Sylvie a Bruna.
Na podzim roku 1944 se v Paříži seznámil a v březnu roku 1945 oženil – již jako Robert Maxwell – s Francouzkou Elizabeth Meynardovou. Během dlouhého manželství – třebaže měl Maxwell později řadu mimomanželských vztahů [zdroj?], nikdy se nerozvedl – mu Elizabeth porodila devět dětí; Maxwell se vyjádřil, že chtěl tímto způsobem obnovit rodinu, již ztratil při holokaustu.
Jeho dcera Ghislaine se stala partnerkou amerického finančníka Jeffreyho Epsteina. Pomáhala mu také hledat nezletilé dívky na sexuální služby. V březnu 2021 byla v USA obviněna z kuplířství.